# Mladen III Šubić de Bribir
Mladen III Šubić de Bribir (croate : Mladen III Šubić Bribirski) (vers. 1315 – Trogir, 1er mai 1348)  est un membre de la dynastie Croate des Šubić, famille noble qui règne sur le pays à partir de sa forteresse de Klis. 

## Origine
Mladen III Šubić est probablement le fils âiné de Juraj II Šubić « Prince des cités côtières » mort en 1330 et le petit-fils de Paul Ier Šubić, qui fut le plus puissant des dynastes croates de la fin du XIIIe siècle et du début du XIVe siècle.

## Règne
Après la défaite et la capture en 1322 de son oncle Mladen II Šubić qui meurt emprisonné par le roi Charles Robert de Hongrie, la fortune des Šubić qui avaient dominé la Croatie et la Bosnie s'était effondrée. Mladen III, surnommé le « Bouclier des Croates », dirige de 1330 à 1348 le reste des domaines familiaux qui comprenaient Klis, Omiš et Skradin à partir de sa forteresse de Klis. Il demeure le plus fameux des Šubić de Klis, il marie sa sœur Jelena Šubić avec Vladislav Kotromanić, un membre de la dynastie rivale de Bosnie. Jelena Šubić deviendra ainsi la mère du premier roi de Bosnie  Stefan Tvrtko Ier de Bosnie.
Malgré ce succès diplomatique, Mladen III Šubić ne parvient pas à rétablir la puissance de sa famille, il tente ensuite de se rapprocher du puissant souverain serbe Stefan Uroš IV Dušan, en épousant sa demi-sœur Jelena Nemanjić, mais cette parenté n'apporte pas un surcroit de soutien aux Šubić. 
Lorsque le « Dux » Mladen III Šubić meurt en 1348, de la peste noire, il est inhumé dans la cathédrale Saint-Laurent de Trogir.
Après sa mort, du fait du jeune âge de son fils, un conflit éclate entre ses proches parents pour le contrôle de Klis. 
- Jelena Nemanjić, sa veuve, veut la mettre sous la protection de son frère l'empereur serbe,
- Jelena Šubić, sa sœur exige que son contrôle soit pris par son fils Tvrtko Ier de Bosnie.
- Catherine Dandolo, veuve de son frère Paul III Šubić, cherche à céder la forteresse à la  république de Venise.

Après de nombreux combats et des tractations diplomatiques, Klis revient finalement au roi de Hongrie Louis Ier de Hongrie, souverain légitime de la Croatie. C'est alors que le cousin de Mladen III, Georges III Šubić de Bribir (ou Juraj III. Šubić Bribirski en croate), fils de Paul II Šubić de Bribir (?-1346), comte de Trogir prend le titre de Georges Ier Zrinski (Juraj I. Zrinski en croate).

## Postérité
Mladen III Šubić laisse deux enfants: 
- Mladen IV Šubić
- Catherine Šubić  (? –1358) qui en 1326 épouse le duc Boleslas III le Prodigue de Legnica-Brzeg.